# Sant Vicenç d’Alcaidús
Sant Vicenç d'Alcaidús, ou selon la dénomination complète le village talayotique de Sant Vicenç d'Alcaidús, est un site archéologique situé sur la commune d'Alaior sur l'île espagnole de Minorque dans l'archipel des Baléares en Espagne. Le site est daté de l'Âge du fer et attribué à la culture talayotique. La fouille du site par l'archéologue Maria Lluïsa Serra au début des années 1960 a contribué à identifier et définir les habitats caractéristiques de la période post-talayotique appelés cercles.

## Historique
Le site a été fouillé entre 1958 et 1961 et en 1966 sous la direction de Maria Lluïsa Serra. Ses travaux sur place sont les premiers dans l'archéologie minorquine à s'intéresser aux architectures de type cercle et M. L. Serra va contribuer à y reconnaître des structures d'habitat dont elle décrit la distribution interne.
Sant Vicenç d'Alcaidús a été déclaré bien d'intérêt culturel en 1966 (numéro d'enregistrement RI-51-0003207).

## Description
Sant Vicenç d'Alcaidús et le site voisin de Biniaiet Vell ne formaient probablement à l'origine qu'un seul et même village qui fut scindé en deux parties distinctes par la construction de la route moderne,.  Le site s'étend sur 2 300 m2, il n'a pas été complètement fouillé. Il comporte un complexe de quatre maisons post-talayotiques alignées les unes à côté des autres, une salle hypostyle, deux salles d'époque romaine et un hypogée. Les hypogées de Biniai Nou sont situées à 800 mètres au nord-est du site. Les vestiges d'habitations trouvés à Sant Vicenç d'Alcaidús sont datés de la période post-talayotique, durant l'âge du fer entre 550 av. J.-C. et 123 av. J.-C.. Après la conquête romaine, l'occupation du site s'est poursuivie jusqu'au IVe siècle ou Ve siècle.

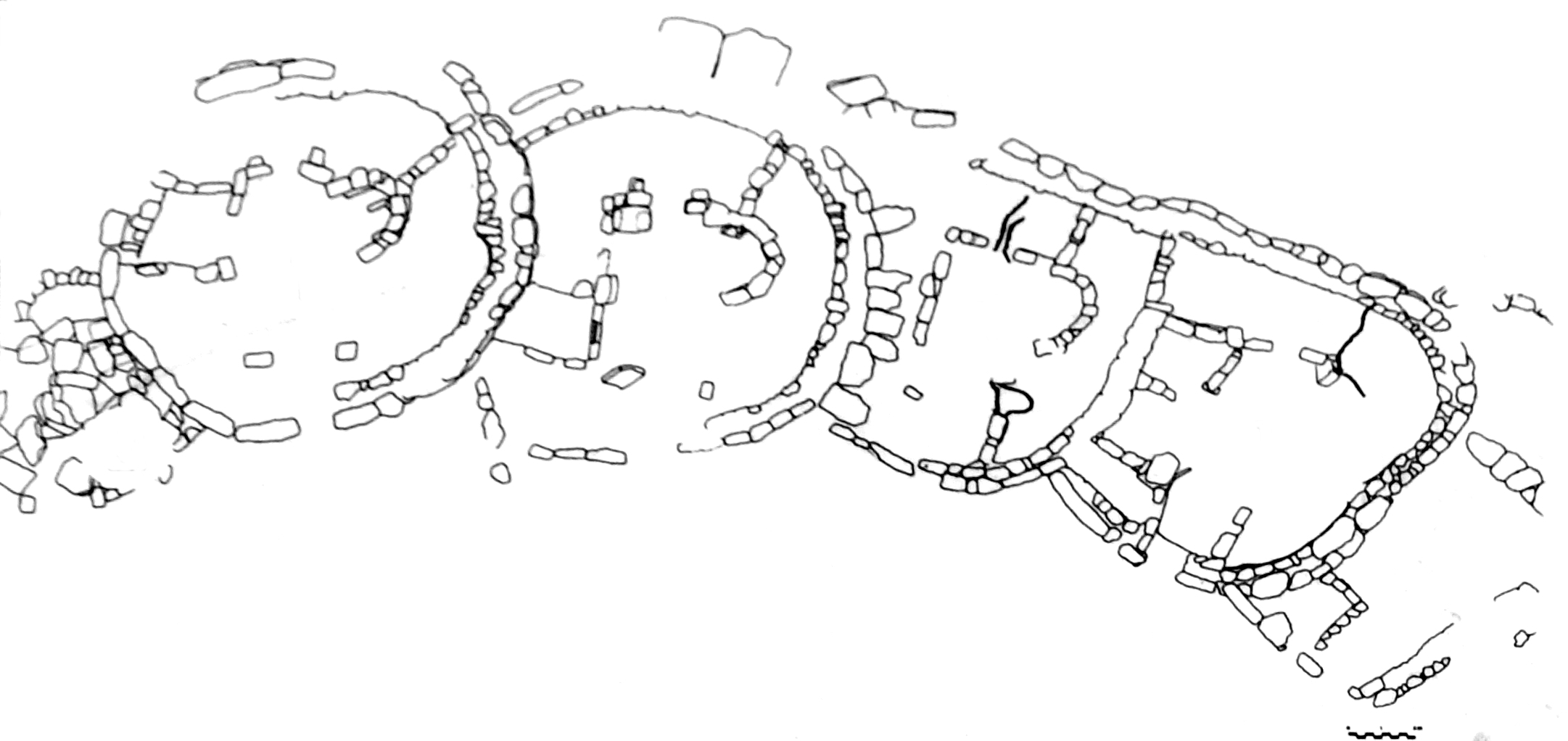
Plan des cercles adossés.
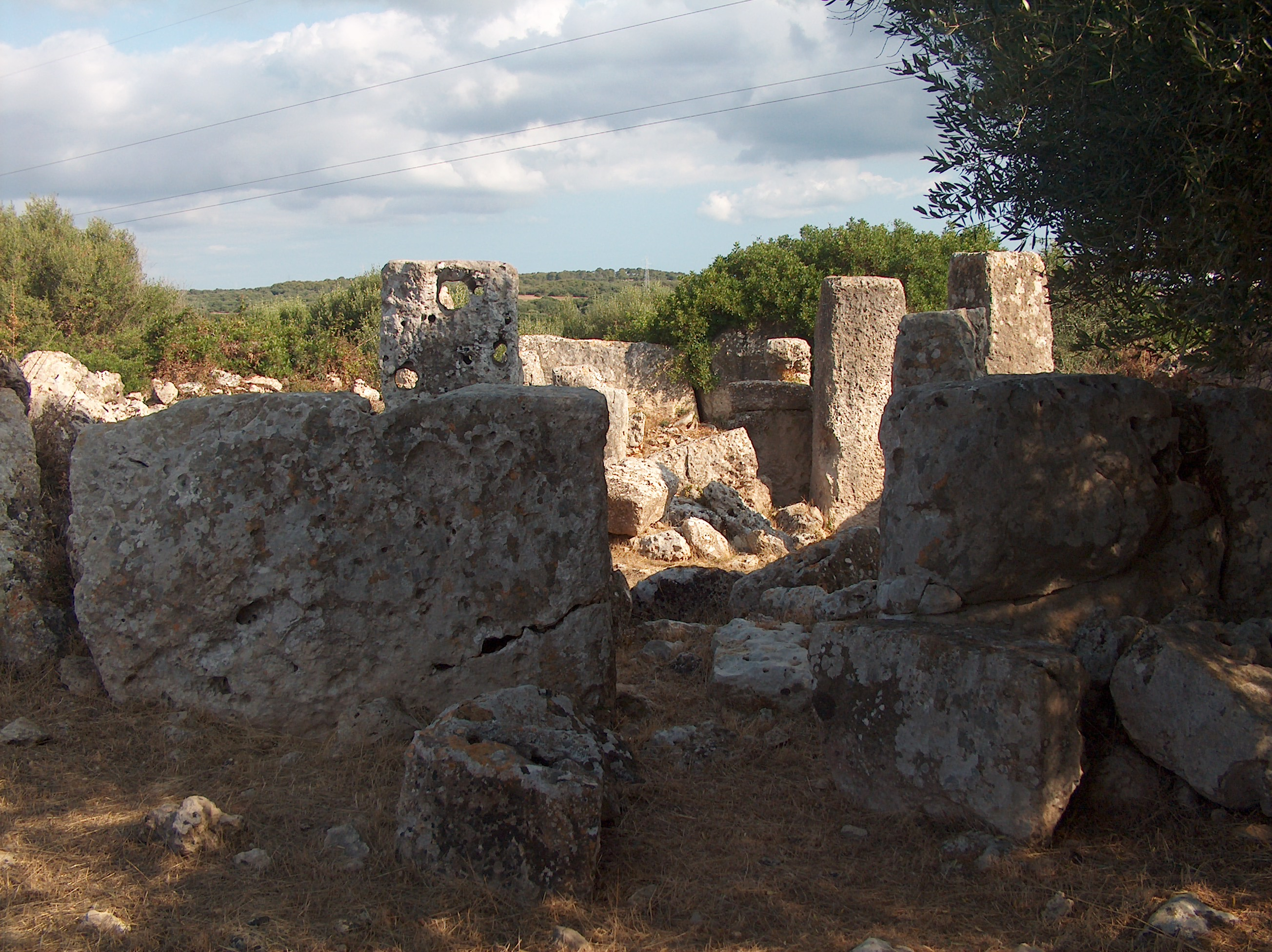
Façade sud d'une maison cercle.
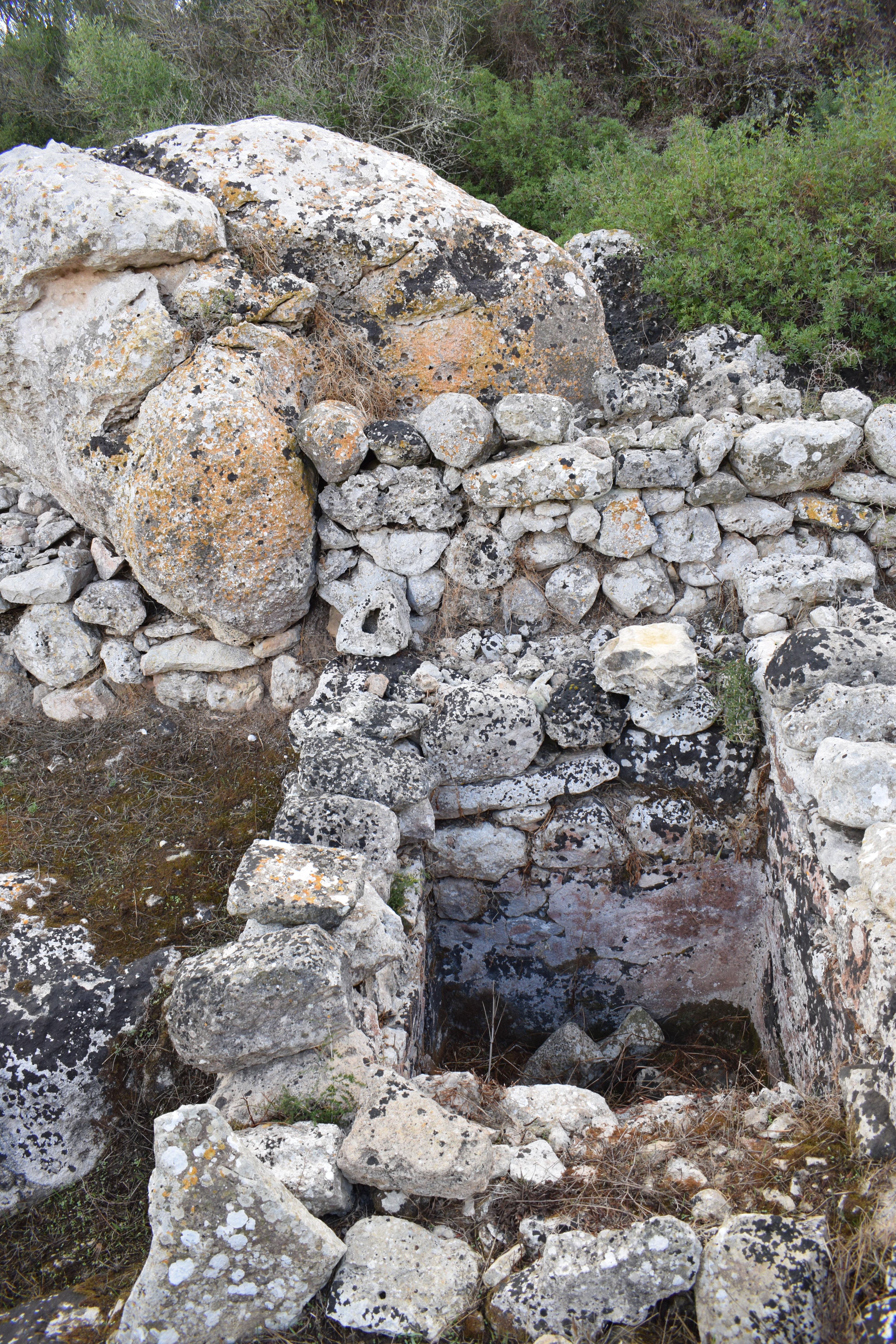
Citerne d'époque romaine.

### Habitations post-talayotiques
Quatre des cinq habitations fouillées par Serra sont disposées en enfilade. Apparemment, la maison la plus à l'ouest a été construite en premier, la seconde s'appuyant contre son mur est, et ainsi de suite. Ces maisons du type cercles sont caractéristiques de la période post-talayotique. Ce sont des bâtiments ronds sans fenêtres entourés d'un mur à double paroi. À l'extérieur, le mur est assemblé à partir de gros blocs de pierre plats. Le mur intérieur, en revanche, est constitué de pierres beaucoup plus petites. L'espace entre les murs est rempli de gravats et de terre.
Les cercles ont chacun une entrée orientée au sud et comportent une cour intérieure centrale avec un foyer, autour duquel les pièces de la maison sont disposées radialement : une pièce au nord, deux pièces à gauche, une à droite et une zone circulaire dédiée à la cuisine dans le coin nord-est de la cour. La cour est délimitée par cinq colonnes autoportantes qui soutenaient autrefois le toit et sur lesquelles viennent se fixer les cloisons délimitant les pièces individuelles. Les cercles de Sant Vicenç d'Alcaidús ont des diamètres intérieurs mesurant de 10 à 13,50 m.
Sur le côté sud-ouest de la maison la plus à l'ouest, on peut voir les restes d'une salle hypostyle qui s'est effondrée : quatre piliers sont toujours debout et trois des dalles de pierre qui formaient à l'origine le toit subsistent.

### Bâtiments de l'époque romaine
À l'époque romaine, une petite pièce a été ajoutée au cercle le plus à l'est, qui servait d'atelier. Elle comporte au sud-ouest une citerne aux parois recouvertes en opus signinum